# Inscutomonomma variabile variabile
Inscutomonomma variabile variabile es una subespecie de coleóptero de la familia Monommatidae.

## Distribución geográfica
Habita en los territorios que antes se llamaban Rodesia.